# Heideschulmeister Uwe Karsten (film 1933)
Heideschulmeister Uwe Karsten è un film del 1933 diretto da Carl Heinz Wolff.

## Produzione
Il film fu prodotto dall'Universum Film (UFA).

## Distribuzione
Distribuito dall'Universum Film (UFA), il film fu presentato a Hannover il 3 novembre 1933, a Berlino, all'Ufa-Palast am Zoo, il 4 novembre. L'Ufa Film Company lo distribuì negli Stati Uniti in versione originale senza sottotitoli il 13 aprile 1934.